# Superorganism
Superorganism ist eine fünfköpfige Indie-Pop-Gruppe aus London, England, die Anfang 2017 gegründet wurde.

## Bandgeschichte
Die Mitglieder der Band stammen aus verschiedenen Ländern, wie dem Vereinigten Königreich, den Vereinigten Staaten, Japan oder Australien und lernten sich in unterschiedlichen Musik-Foren und über Freunde kennen. Emily, Harry, Tucan und Robert Strange waren zuvor bereits in der neuseeländischen Band The Eversons aktiv, die nach Blair Everson benannt wurde, welcher seit seinem Wirken bei Superorganism unter dem Pseudonym Robert Strange bekannt ist. Bei einer Japan-Tour lernten die vier Bandmitglieder die amerikanische Studentin Orono Noguchi, die zu dieser Zeit einen Heimaturlaub machte, kennen und befreundeten sich mit ihr. Zu Beginn des Jahres 2017 stieß Noguchi zur Gruppe hinzu und die erste Demo-Single Something for Your M.I.N.D. wurde aufgenommen. Dieser Track erreichte später als Soundtrack des Videospiels FIFA 18 Bekanntheit. Im Juni desselben Jahres zog sie von Maine nach London, wo bereits sämtliche Bandmitglieder lebten. Seitdem lebten sieben der acht Mitglieder in einem Haus in East End, wo auch ihr Studio eingerichtet war. Einzig der südkoreanische Background-Sänger Soul lebte zu dieser Zeit in Sydney.
Anfang März 2018 veröffentlichte Superorganism ihr erstes gleichnamiges Album, welches von Kritikern überwiegend positiv aufgenommen wurde. Im Februar 2019 steuerte Superorganism mit Hello Me & You eine Single zum Soundtrack des Films The LEGO Movie 2 bei.
Anfang März 2022 meldete sich die Band schließlich mit der Ankündigung eines neuen Albums und der Veröffentlichung der ersten Single Teenager zurück. Bereits im ersten zeitgleich veröffentlichten Promomaterial waren zudem nur noch Orono Noguchi, Harry, Tucan, B und Soul zu sehen. Emily, Robert Strange und Ruby verließen die Band aus unbekannten Gründen. Ende Juli 2022 erschien das Album schließlich unter dem Namen World Wide Pop.

## Diskografie

### Alben
- 2018: Superorganism
- 2022: World Wide Pop

### Singles
- 2017: Something for Your M.I.N.D.
- 2017: It’s All Good
- 2017: Nobody Cares
- 2018: Everybody Wants to Be Famous
- 2018: Reflections on the Screen
- 2018: Night Time
- 2018: The Prawn Song
- 2022: Teenager
- 2022: It's Raining
- 2022: crushed.zip
- 2022: On & On

## Auszeichnungen für Musikverkäufe
| Goldene Schallplatte - Kanada - 2025: für die Single Something for Your M.I.N.D. |

| Land/RegionAuszeichnungen für Musikverkäufe (Land/Region, Auszeichnungen, Verkäufe, Quellen) | Gold  | Platin | Verkäufe | Quellen         |
| -------------------------------------------------------------------------------------------- | ----- | ------ | -------- | --------------- |
| Kanada (MC)                                                                                  | Gold1 | —      | 40.000   | musiccanada.com |
| Insgesamt                                                                                    | Gold1 | —      |          |                 |